# Kampioenschap van Vlaanderen 2012
Il Kampioenschap van Vlaanderen 2012, novantasettesima edizione della corsa, valido come evento dell'UCI Europe Tour 2012 categoria 1.1, si svolse il 14 settembre 2012 su un percorso di circa 192 km. Fu vinto dall'olandese Ronan van Zandbeek, che terminò la gara in 4h29'48" alla media di 42,69 km/h.
Furono 78 i ciclisti che portarono a termine il percorso.

## Ordine d'arrivo (Top 10)
| Pos. | Corridore          | Squadra         | Tempo    |
| ---- | ------------------ | --------------- | -------- |
| 1    | Ronan van Zandbeek | Argos-Shimano   | 4h29'48" |
| 2    | Christopher Jensen | Saxo Bank       | a 5"     |
| 3    | Kurt Hovelijnck    | Landbouwkrediet | a 8"     |
| 4    | Tosh Van der Sande | Lotto-Belisol   | s.t.     |
| 5    | Eliot Lietaer      | Topsport Vl.    | s.t.     |
| 6    | Björn Thurau       | Europcar        | s.t.     |
| 7    | Greg Henderson     | Lotto-Belisol   | a 2'07"  |
| 8    | Niko Eeckhout      | An Post         | s.t.     |
| 9    | Michael Schär      | BMC             | a 2'12"  |
| 10   | Bert De Backer     | Argos-Shimano   | a 2'21"  |